# 吕家坪镇
吕家坪镇，是中华人民共和国湖南省怀化市麻阳苗族自治县下辖的一个乡镇级行政单位。

## 行政区划
吕家坪镇下辖以下地区：
吕家坪社区、吕家坪村、首座田村、山跃村、塘坊村、木江溪村、太平溪村、姚潭村、毛家滩村、新屋村、桐木村、九曲湾村、向阳村、茶溪村和九曲湾社区。